# 代姆琴科韋
52°8′22″N 33°54′51″E / 52.13944°N 33.91417°E
代姆琴科韋（烏克蘭語：Демченкове）是位於烏克蘭東北部的村莊，由蘇梅州紹斯特卡區的中布達市鎮負責管轄。該村距離茲諾比夫卡河3公里，海拔高度186米，2001年該村落人口25。